# Robert Willem Imker
Robert Willem Imker, (Assen, 26 juli 1948 – aldaar, 4 februari 2001) - alias Tokkel - was een Assense dakloze (straat)muzikant.
Tokkel groeide op in Assen en was als jongvolwassene verwarmingsmonteur. Hij speelde veel gitaar en vormde de band Tokki and the streetdogs en in het voorjaar van 1968 samen met zijn broer Remco de band Sound of Imker. Ook bedachten ze de korte rockmusical Harttransplantatie, een parodie over de eerste harttransplantatie ter wereld die eind 1967 was uitgevoerd. Ze traden in 1968 op tijdens het Utrechtse festival A Flight to Lowlands Paradise. Hun eerste single Train of Doomsday (1969) werd door de platenmaatschappij afgekeurd. Nadat broer Remco Imker in de tourbus injectienaalden had gevonden hief hij de band op.
Hierna ging het mis met Tokkel. Hij trok zich terug en raakte verslaafd. Toen zijn vrouw, met wie hij twee dochters had, hem verliet, begon hij als dakloze te leven. Hij werd een bekende verschijning in Assen. Herman Brood raakte met Tokkel bevriend toen hij deze ontmoette in het voormalige stadhuis van Assen, dat Brood was binnengedrongen om er bladlood te stelen. Hij haalde Tokkel een tijdje naar Amsterdam en probeerde hem te helpen zijn leven weer op de rails te krijgen. Tokkel was enige tijd slaggitarist bij Herman Brood & The Allstars. Hij probeerde nog een nieuwe band op te richten maar dit mocht niet baten. Hij raakte opnieuw verslaafd en vertrok weer naar Assen, waar hij op de markt hielp en geld bijeen bedelde voor drank. Zijn vaste uitspraak was: "Hej 'n guld'n voor mij".
De laatste jaren van zijn leven woonde hij met andere daklozen in een verlaten bouwkeet. Ook woonde hij nog een tijdje in de directiekamer van een leegstaande fabriek. Hij werd op 52-jarige leeftijd opgenomen in een psychiatrisch ziekenhuis, waar hij de volgende dag overleed. Zijn overlijden was landelijk nieuws. Op zijn begrafenis legde Herman Brood een gitaar op zijn kist. Deze gitaar zou Tokkel ooit bij hem hebben achtergelaten.

## Trivia
- Volgens de legende kreeg hij zijn bijnaam Tokkel toen hij zich in een kippenhok had verstopt, nadat hij appels had gestolen. Hij werd toch ontdekt doordat hij 'toktok' zei.[7] Volgens zijn broer Remco verwijst de bijnaam echter naar het feit dat Robert altijd op zijn gitaar zat te tokkelen.
- Tokkel werd als vrolijke zwerver gefotografeerd door zijn dochter Sacha. Deze foto werd in Assen als ansichtkaart verkocht.[8] De opbrengst ging naar het Tokkelfonds, opgericht voor het uitdelen van kleine cadeautjes voor daklozen.[9]
- Train of Doomsday is in 2016 opnieuw uitgebracht.[10]
- Negentien jaar na zijn overlijden werd in een parkeergarage aan de Doevenkamp in Assen een muurschildering van Tokkel aangebracht.[11]
- Tokkel komt onder de naam Echo voor in de roman Dis (2006) van Marcel Möring.[12]